# Oostwaarde en noordwaarde
Oostwaarde en noordwaarde (Engels: easting en northing) zijn de x- en y-coördinaat die worden gebruikt in een geprojecteerd geodetisch coördinatensysteem bij het bepalen van een plaats op aarde.
Met ongeprojecteerde geografische coördinaten geschiedt de plaatsaanduiding in booggraden noorderbreedte/zuiderbreedte en oosterlengte/westerlengte. Bij een geprojecteerd coördinatenstelsel werkt men met een raster van kilometervierkanten en kiest men het nulpunt ergens in het zuidwesten, vaak zo dat er geen negatieve waarden of westwaarde en zuidwaarde gebruikt hoeven worden.

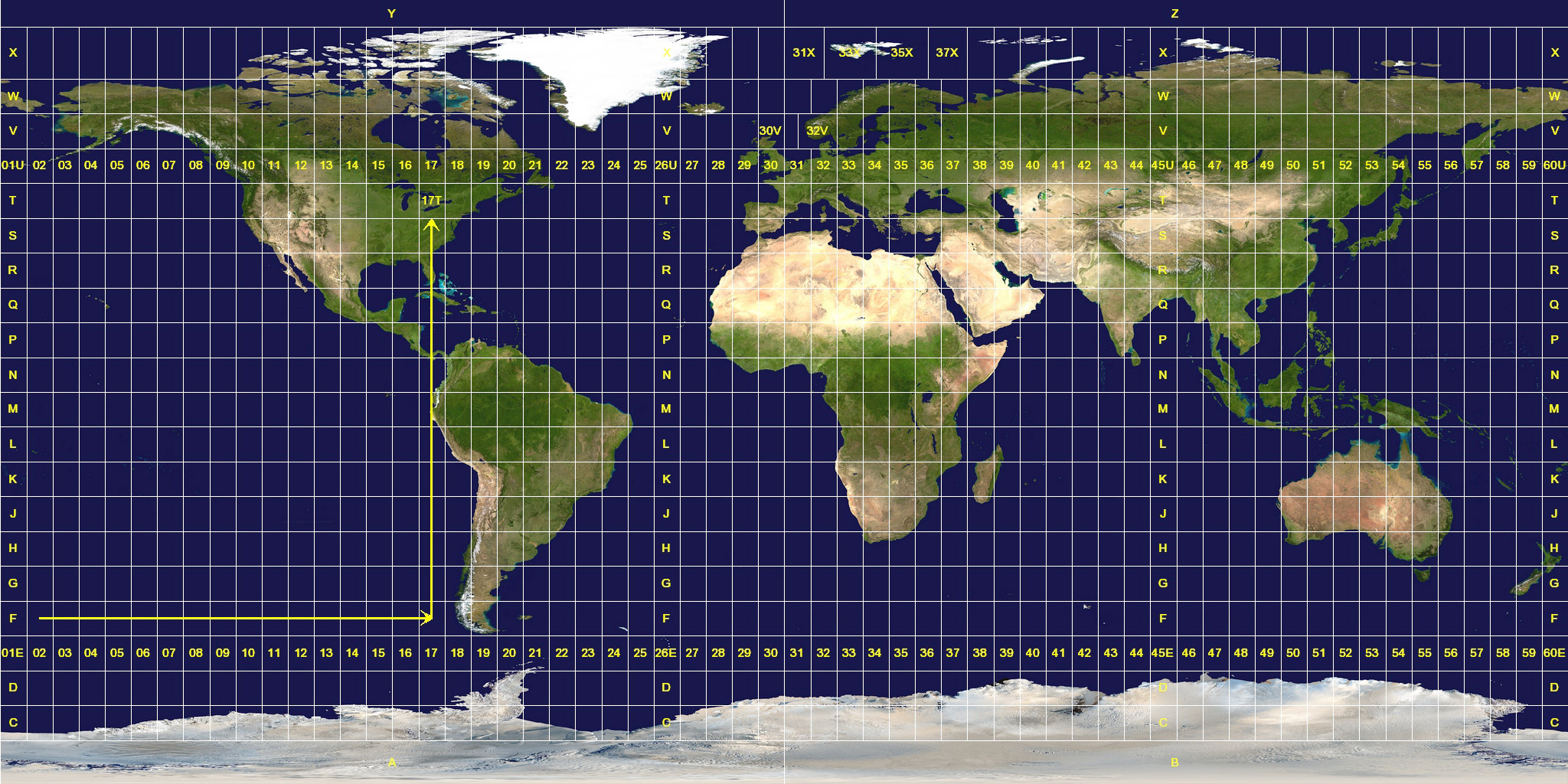
UTM-zones

In de universele transversale mercatorprojectie ligt het nulpunt van de noordwaarden op de evenaar of 10 000 km ten zuiden daarvan en het nulpunt van de oostwaarden 500 km ten westen van de centrale meridiaan die bij de desbetreffende zone hoort. Hiermee voorkomt men negatieve getallen, want een zone is op het breedste punt, bij de evenaar, minder dan 1000 km breed. Om een coördinaat weer te geven moet dus bekend zijn over welke zone men het heeft. De notatie voor het Paleis op de Dam zou dan 31 U 628830 5804225 worden; zone 31 U, oostwaarde 628830, noordwaarde 5804225. De letter is nodig om aan te geven dat het punt op het noordelijk halfrond ligt, met het nulpunt van de noordwaarde op de evenaar. 31 H 628830 5804225, waarvan alleen de letter anders is, bestaat namelijk ook: halverwege Kaapstad en Tristan da Cunha, met het nulpunt ongeveer op de zuidpool.
Soms schrijft men alle cijfers van een locatie achter elkaar, zonder scheidingstekens. Eerst de oostwaarde en daarna de noordwaarde. Het aantal cijfers moet dan even zijn, want oost- en noordwaarde hebben hierbij even veel cijfers. Het Paleis bevindt zich dan op 06288305804225 of 062883580422 of 0628858042.

## Nederland
Het nulpunt van de Nederlandse rijksdriehoeksmeting bevindt zich in de buurt van Parijs, en wel zodanig dat het centrale punt van de kaartprojectie, de OLV-kerktoren in Amersfoort, zich bevindt op een oostwaarde van precies 155 km en een noordwaarde van precies 463 km. Hierdoor zijn alle coördinaten binnen Nederland (op land) positief. Bovendien is de kleinste noordwaarde (binnen Nederland) hoger dan de hoogste oostwaarde, zodat daartussen geen verwarring bestaat.